# 1989 à Terre-Neuve-et-Labrador
Chronologie de Terre-Neuve-et-Labrador
- 1985
- 1986
- 1987
- 1988
- 1989
- 1990
- 1991
- 1992
- 1993

Cette page concerne des événements d'actualité qui se sont produits durant l'année 1989 dans la province canadienne de Terre-Neuve-et-Labrador.

## Politique
- Premier ministre : Brian Peckford puis Thomas Rideout et Clyde Wells
- Chef de l'Opposition :
- Lieutenant-gouverneur :
- Législature :